# Виконт де Риас
Виконт де Риас — испанский дворянский титул. Он был создан 12 июля 1688 года королем Испании Карлом II для Хуана Суареса де Толедо и Обрегона.

## Виконты де Риас
|                                           | Титул                                           | Период                                    |
| Креация создана королем Испании Карлом II | Креация создана королем Испании Карлом II       | Креация создана королем Испании Карлом II |
| ----------------------------------------- | ----------------------------------------------- | ----------------------------------------- |
| 1                                         | Хуан Суарес де Толедо и Обрегон                 | 1688-                                     |
| 2                                         | Луис Суарес де Толедо и де ла Куэва             |                                           |
| 3                                         | Хуан Суарес де Толедо и Санчес де Теруэль       |                                           |
| 4                                         | Хоакин де Вальдеррама и Суарес де Толедо        |                                           |
| 5                                         | Хосе Вальдеррама Паласио и Суарес де Толедо     |                                           |
| 6                                         | Хоакин Вальдеррама Паласио и Суарес де Толедо   |                                           |
| 7                                         | Хуана де Вальдеррама Паласио и Суарес де Толедо |                                           |
| 8                                         | Мария Антония Сегаде Букейро и Вальдеррама      |                                           |
| 9                                         | Рафаэль де Бустос и Сегаде Букейро              |                                           |
| 10                                        | Хосе де Бустос и Кастилья                       |                                           |
| 11                                        | Хосе Альфонсо де Бустос и Руис де Арана         |                                           |
| 12                                        | Рафаэль Финат и Бустос                          |                                           |
| 13                                        | Хосе Мария Финат и Бустос                       | 1957-1977                                 |
| 14                                        | Рафаэль Анхель Финат и Рива                     | 1977-2019                                 |
| 15                                        | Касильда Финат и Мартинес-Коста                 | 2019 — н.в.                               |

## История виконтов де Риас
- Хуан Суарес де Толедо и Обрегон (? — ?), 1-й виконт де Риас. Прокуратор кортесов Гранады, алькальд замка Мондехар в провинции Гвадалахара. Сын Луиса Суареса де Толедо и Беатрис Обрегон.
  - Супруга с 1652 года Хуана де ла Куэва Гранада Венегас. Ему наследовал их сын:

- Луис Суарес де Толедо и де ла Куэва (? — ?), 2-й виконт де Риас.
  - Супруга — Изабель Санчес де Теруэль и Сепеда, дочь Фернандо Альфонсо Санчеса де Теруэля и Квесады, 1-го графа де Villa Amena de Cozbijar, и Луизы Терезы де Сепеда-Айала и Гильен дель Агила, 3-й сеньора де Villa Amena de Cozbijar. Ему наследовал их сын:

- Хуан Санчес де Толедо и Санчес де Теруэль (? — ?), 3-й виконт де Риас. Ему наследовал его племянник, сын его сестры Хуаны Суарес де Толедо и Санчес де теруэль и Мануэля Вальдеррама и Портильо:

- Хоакин Вальдеррама и Суарес де Толедо (? — ?), 4-й виконт де Риас.
  - Супруга — Леонор де Паласио и Каньяс. Ему наследовал их старший сын:

- Хосе Вальдеррама и Паласио (? — ?), 5-й виконт де Риас. Бездетен. Ему наследовал его младший брат:

- Хоакин Вальдеррама и Паласио (? — ?), 6-й виконт де Риас. Бездетен. Ему наследовала его сестра:

- Хуана де Вальдеррама и Паласио (? — ?), 7-я виконтесса де Риас.
  - Супруг — Франсиско Сегаде Букейро и дель Мопаль. Ей наследовала их дочь:

- Мария Антония Сегаде Букейро и Вальдеррама (? — ?), 8-я виконтесса де Риас.
  - Супруг — Рафаэль де Бустос и Ламас, 6-й маркиз де Корвера. Ей наследовал их сын:

- Рафаэль де Бустос и Сегаде Букейро (? — 1848), 9-й виконт де Риас, 7-й маркиз де Корвера.
  - Супруга — Роза де Кастилья Португаль и Баильо, дочь Николаса Мельгарехо Кастилья-Португаль и Микаэлы Мельгарехо Кастилья-Португаль. Ему наследовал их сын:

- Хосе де Бустос и Кастилья Португаль (? — 1896), 10-й виконт де Риас.
  - Супруга — племянница Мария де лос Долорес де Бустос и Рикельме, 4-я маркиза де лас Альменас, дочь Рафаэля де Бустоса и Кастилья-Португаль, 8-го маркиза де Корвера, и Марии Терезы Рикельме и Арсе, 3-й маркизы де лас Альменас. Его сын, Альфонсо де Бустос и Бустос (1861—1928), 9-й маркиз де Корвера, был женат на Марии Изабель Руис де Арана и Осорио де Москосо, 22-й графини де Ньева и графине де Оливето. Титул виконта унаследовал их сын:

- Хосе Альфонсо де Бустос и Руис де Арана (1883—1940), 11-й виконт де Риас, 4-й герцог де Андрия и 10-й маркиз де Корвера.
  - Супруга — Тереза де Перинат и Терри (1866—1918), дочь Гильермо Перината и Очоа и Кармен Терри и Дортикос, 1-й маркизы де Перинат.
  - Супруга — Бланка де Ансола и Гонсалес де Кастехон (? — 1962), 1-я маркиза де Юррета и Гамбоа, дочь Пабло Марии Зоило де Ансола и Минондо и Марии де лас Мерседес Франсиски де Паулы Хуаны Гонсалес де Кастехон и Торре. Оба брака были бездетными. Ему наследовал его внучатый племянник:

- Рафаэль Финат и Бустос (1930—1955), 12-й виконт де Риас. Сын Хосе Марии Фината и Эскрива де Романи (1904—1995), 17-го графа де Маяльде, и Касильды де Бустоса и Фигероа (1910—2000), 15-й герцогини де Пастрана. Погиб в аварии. Ему наследовал его младший брат:

- Хосе Мария Финат и Бустос (род. 1932), 13-й виконт де Риас, 16-й герцог Пастрана, 11-й маркиз де Корвера, 20-й маркиз де Кампотехар, 18-й граф де Оливето, 18-й граф де Маяльде, 4-й граф де Финат, граф де Вильяфлор.
  - Супруга — Алине Рива де Луна. Ему наследовал их сын:

- Рафаэль Анхель Финат и Рива, 14-й виконт де Риас, 19-й граф де Маяльде.
  - Супруга — Анна Мартинес-Коста и Риссо. Ему наследовала их дочь:

- Касильда Финат и Мартинес-Коста, 15-я виконтесса де Риас с 2019 года.